# 贝尔西
贝尔西（法語：Bercy，法語發音：[bɛʁsi] ⓘ）是法国原塞纳省的一个旧市镇，是今巴黎同名街区贝尔西的前身。1859年，《巴黎边界扩大法令》颁布，市镇贝尔西被撤销，其西北部大部分领土划入巴黎，成为巴黎十二区的一部分，其余领土划入沙朗通勒蓬，次年生效。

## 地理
贝尔西（48°50'7.55"N, 2°23'6.54"E）位于今法国法蘭西島大區巴黎市第十二区及马恩河谷省沙朗通勒蓬，原属于塞纳省。
与贝尔西接壤的市镇（或旧市镇、城区）包括：原巴黎第八区、圣芒代、沙朗通勒蓬、塞纳河畔伊夫里、巴黎。
贝尔西的时区为UTC+01:00、UTC+02:00（夏令时）。

## 人口
贝尔西于1856年时的人口数量为14239人。